# 金天德铜钟
金天德铜钟或俗称金天德大钟，位于江苏省淮安市淮安区文化馆。是江苏省境内四座古铜钟之一，亦是淮安地区最古老的文物。
铜钟系金朝天德三年（1151年）九月十四日铸造，是为邳州阳山寺铸造的法器。后不知何故，移于山阳县。据传，时明成化六年（1470年），由漕运总兵、平江伯陈锐主持从淮安城西管家湖打捞。铜钟悬于县城北城门——朝宗门角楼之上，用以报时。又再度移至淮安勺湖，悬于今勺湖公园金钟亭内。1982年3月25日，以“淮安铜钟”之名授予江苏省文物保护单位，类别是一座石刻及其他。